# Мартін Філло
Мартін Філло (чеськ. Martin Fillo, нар. 7 лютого 1986, Плана) — чеський футболіст, нападник клубу «Фастав» (Злін).
Виступав, зокрема, за клуби «Вікінг», «Тепліце» та «Банік», а також національну збірну Чехії.
Чемпіон Чехії.

## Клубна кар'єра
Народився 7 лютого 1986 року в місті Плана. Вихованець футбольної школи клубу «Вікторія» (Пльзень). Дорослу футбольну кар'єру розпочав 2004 року в основній команді того ж клубу, в якій провів три сезони, взявши участь у 105 матчах чемпіонату. 
Своєю грою за цю команду привернув увагу представників тренерського штабу клубу «Вікінг», до складу якого приєднався 2008 року. Відіграв за команду зі Ставангера наступні два сезони своєї ігрової кар'єри. Більшість часу, проведеного у складі «Вікінга», був основним гравцем атакувальної ланки команди.
Згодом з 2011 по 2015 рік грав у складі команд «Вікторія» (Пльзень), «Млада Болеслав», «Брентфорд» та «Пршибрам».
У 2015 році уклав контракт з клубом «Тепліце», у складі якого провів наступні три роки своєї кар'єри гравця.  Граючи у складі «Тепліце» також здебільшого виходив на поле в основному складі команди.
З 2018 року три сезони захищав кольори клубу «Банік». Тренерським штабом нового клубу також розглядався як гравець «основи».
До складу клубу «Фастав» (Злін) приєднався 2021 року. Станом на 4 травня 2023 року відіграв за злінську команду 46 матчів в національному чемпіонаті.

## Виступи за збірні
У 2003 році дебютував у складі юнацької збірної Чехії (U-18), загалом на юнацькому рівні взяв участь у 16 іграх, відзначившись 6 забитими голами.
Протягом 2007–2008 років залучався до складу молодіжної збірної Чехії. На молодіжному рівні зіграв у 9 офіційних матчах, забив 2 голи.
У 2009 році дебютував в офіційних матчах у складі національної збірної Чехії.

## Титули і досягнення
- Чемпіон Чехії (1):

«Вікторія» (Пльзень): 2010-2011
- Володар Суперкубка Чехії (1):

«Вікторія» (Пльзень): 2011